# 異化 (生物学)

タンパク質、炭水化物、脂質の異化作用の簡略図。

異化（いか、英: catabolism）とは、異化作用（いかさよう）とも呼ばれ、分子をより小さな構成部分に分解し、酸化してエネルギーを放出したり、他の同化反応で利用する一連の代謝過程のことである。異化作用は、多糖、脂質、核酸、タンパク質等の大きな分子が、それぞれ単糖、脂肪酸、ヌクレオチド、アミノ酸等の小さな部分に分解する。異化作用（異化とも呼ぶ）は代謝における分解の側面で、これに対して同化作用は構築の側面である。

## 概要
細胞は、高分子の分解から放出された単量体を使って新しい高分子を構築したり、単量体をさらに分解して（単純な老廃物にし）エネルギーを放出する。細胞から出る老廃物には、乳酸、酢酸、二酸化炭素、アンモニア、尿素などがある。これらの老廃物の生成は通常、化学的自由エネルギーの放出を伴う酸化過程であり、その一部は熱として失われるが、残りのエネルギーはアデノシン三リン酸（ATP）の合成を促進するために使用される。このATP分子は、細胞内で異化作用によって放出されたエネルギーを、同化作用を構成してエネルギーを必要とする反応へと伝達する働きを持つ。
異化作用は破壊的な代謝であり、同化作用は建設的な代謝である。このように異化作用は、細胞の維持や成長に必要な化学エネルギーを供給する。異化作用の例としては、解糖系、クエン酸回路、糖新生の基質となるアミノ酸を供給するための筋肉タンパク質の分解、脂肪組織中の脂肪の脂肪酸への分解、およびモノアミン酸化酵素による神経伝達物質の酸化的脱アミノ化があげられる。

## 経路
異化は次の三段階がある。
第一段階生体高分子化合物を消去し、その構成単位に変換する過程である。ここでの生体高分子には、食物として外部から摂取した糖質、脂質、タンパク質などの栄養素とともに、寿命や老化などによって不要になった自らの細胞の構成成分としての糖質、脂質、タンパク質なども含まれる。この段階は消化管の消化酵素や細胞内のリソソームの酵素によって行われる。消化によって糖質、脂質、タンパク質はそれぞれの構成単位である単糖類、脂肪酸、グリセロール、アミノ酸に変えられる。
第二段階単糖類、脂肪酸、アミノ酸がそれぞれ別の経路で分解され、共通の最終段階に入るための重要な代謝の中間体であるアセチルCoAに変えられる段階である。
第三段階アセチルCoAがクエン酸回路、電子伝達系と呼ばれる異化の共通段階の代謝に入り、水と二酸化炭素にまで分解されるとともに生体エネルギー担体であるATPを生み出す。

## 調節

### 異化ホルモン
異化作用を制御するシグナル（信号）は数多く存在する。知られているシグナルのほとんどは、代謝自身に関わるホルモンや分子である。内分泌学者は伝統的に、代謝のどの部分を促進するかによって、多くのホルモンを同化型と異化型に分類してきた。20世紀初頭から知られている、いわゆる古典的な異化ホルモンは、コルチゾール、グルカゴン、アドレナリン（およびその他のカテコールアミン）である。ここ数十年で、サイトカイン、オレキシン（ヒポクレチンとして知られている）、メラトニンなど、少なくとも何らかの異化作用を持つホルモンがさらに多く発見された。